# Django Asül

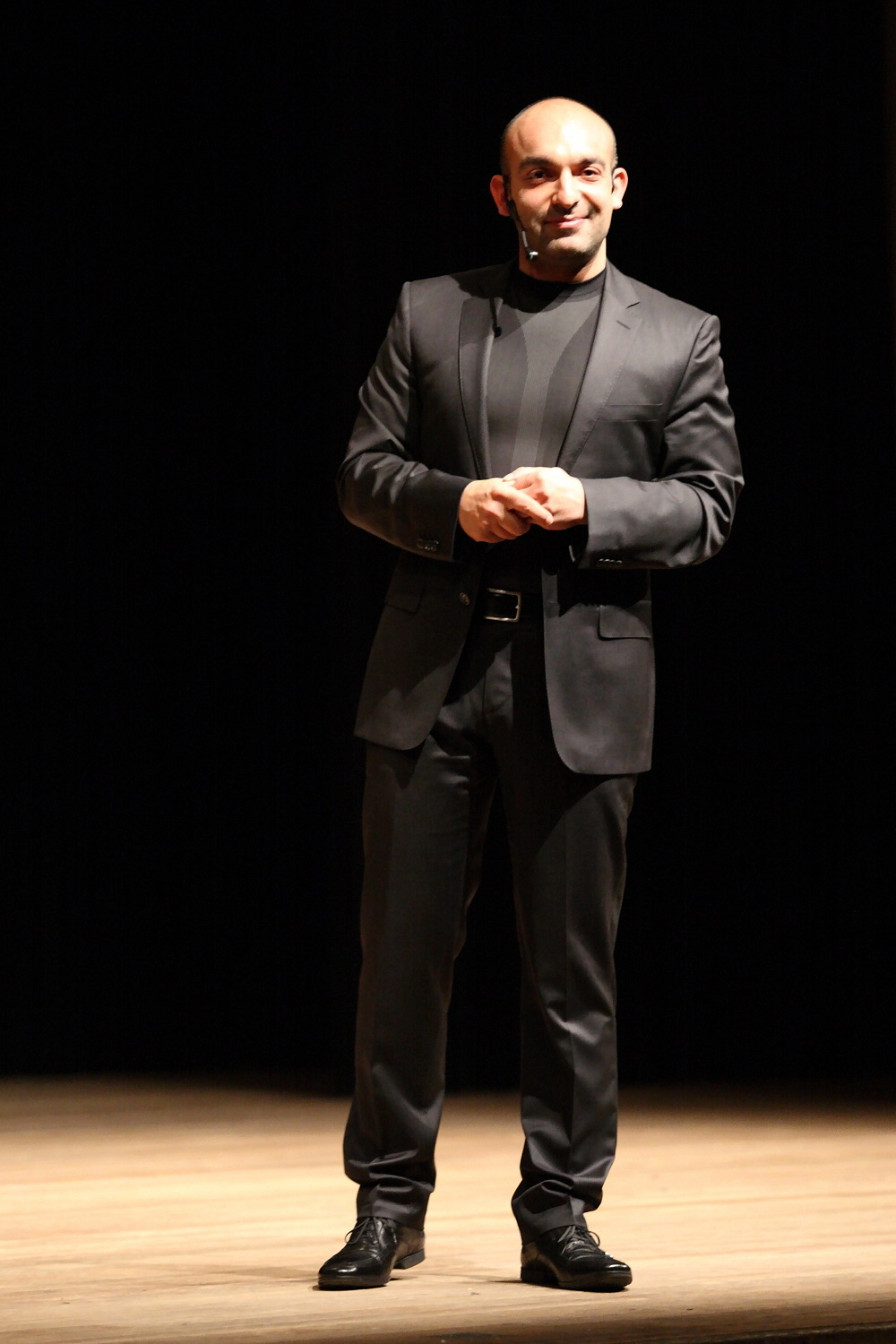
Django Asül (2009)

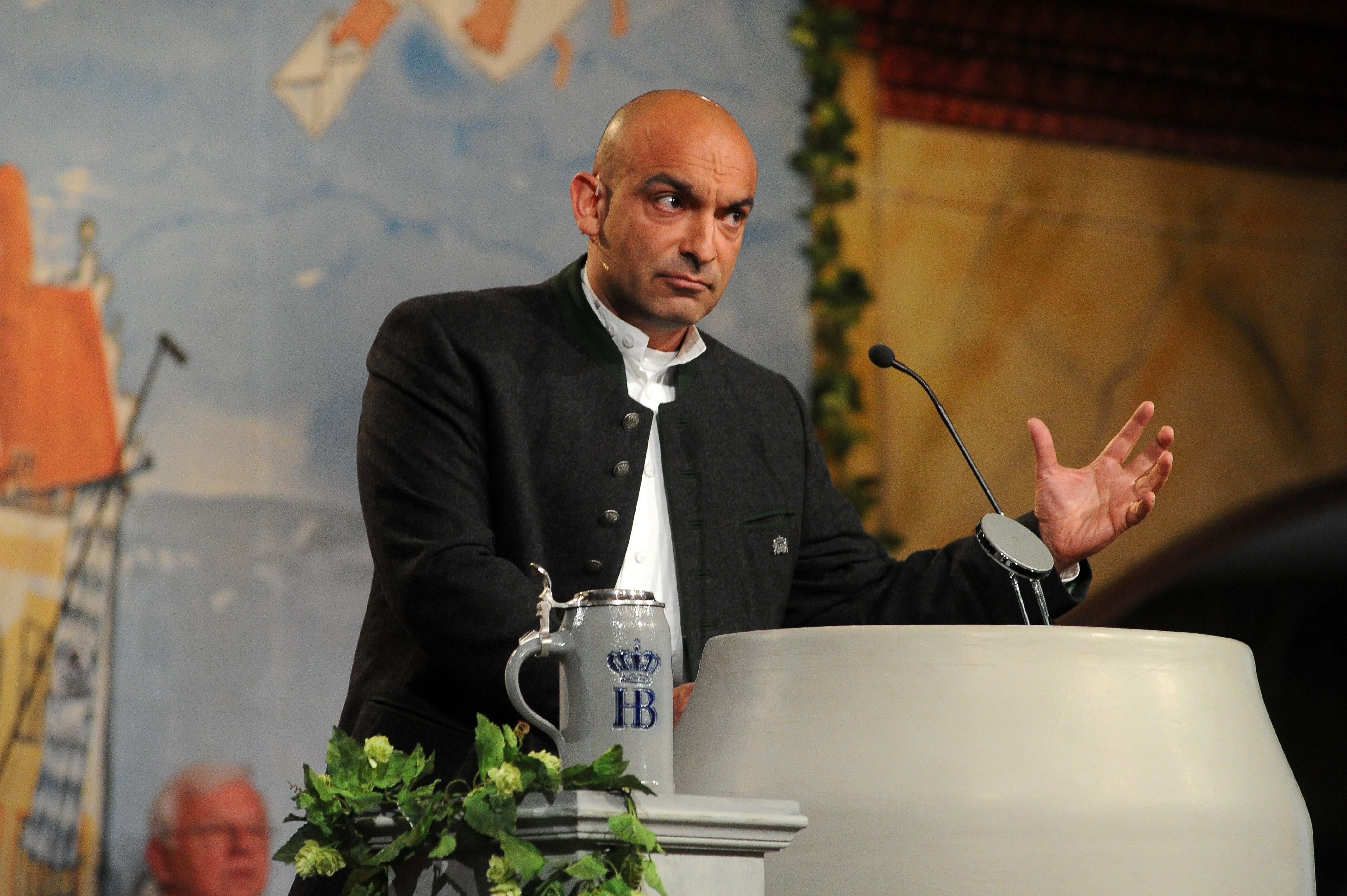
Django Asül bei seiner Rede zum Maibockanstich 2015 im Hofbräuhaus am Platzl

Django Asül (* 19. April 1972 in Deggendorf; bürgerlich Uğur Bağışlayıcı) ist ein deutscher Kabarettist. Er behandelt vor allem das politische Geschehen in Bayern, aber auch die Situation von Türken in Deutschland. Er spricht bei seinen Bühnenauftritten überwiegend in niederbairischem Dialekt.

## Leben
Django Asül wuchs in der niederbayerischen Marktgemeinde Hengersberg als Sohn türkischer Einwanderer auf, die in einer Fabrik arbeiteten und eigentlich nach wenigen Jahren in die Türkei zurückkehren wollten. Sie erkannten jedoch die besseren Bildungschancen in Deutschland und wurden sesshaft. So besuchte Asül das Robert-Koch-Gymnasium in Deggendorf und arbeitete nebenbei in einem Sportgeschäft. Während er fließend niederbayerisch sprach, beherrschte er die türkische Sprache bis zu seinem zwölften Lebensjahr nur stockend.
Nach dem Abitur 1992 absolvierte Django Asül eine Ausbildung zum Bankkaufmann bei der Sparkasse Deggendorf und eine Ausbildung zum Tennislehrer.
Inspiriert durch den Besuch eines Kabarettprogramms von Matthias Beltz in Berlin unternahm Asül Mitte der 1990er Jahre erste Schritte in Sachen Kabarett. Seit 1997 ist er mit Bühnenprogrammen auf Tournee. Bekannt wurde er auch als Gast der RTL-Comedy-Sendung 7 Tage, 7 Köpfe. Neben Auftritten in Ottis Schlachthof, Neues aus der Anstalt, dem Satire Gipfel und Quatsch Comedy Club schreibt Asül regelmäßig Kolumnen für die Münchner Abendzeitung, den Ingolstädter Donaukurier sowie den Kicker. In diesen Routinen wechselt er zwischen verschiedenen Stimmen: eine Erzählerpersönlichkeit, die ein Standarddeutsch mit leichtem bayerischen Akzent spricht, wechselt zu einem starken niederbayerischen Dialekt oder einem gebrochenen Deutsch mit türkischem Akzent, um verschiedene Sprecher in verschiedenen imaginären Dialogen darzustellen. Diese wechselnden Perspektiven ermöglichen es ihm, soziale und politische Themen zu erforschen, die sich auch, aber keineswegs nur, auf die interkulturellen Fragen des Türkendaseins in Deutschland konzentrieren.
Django Asül hat bisher sieben Bühnenprogramme gespielt. Nach Hämokratie (1997), Autark (2001), Hardliner (2004), Fragil (2009), Paradigma (2012), Letzte Patrone (2016) folgte 2019 das neueste Programm Offenes Visier. Zusätzlich spielte er zum zwanzigsten Bühnenjubiläum im Herbst 2015 das Programm Boxenstopp und seit 2011 jeweils zum Jahreswechsel das Programm Rückspiegel, das auch der Bayerische Rundfunk sendet. Seit 2009 wird ebenfalls vom Bayerischen Rundfunk Asül für alle anfangs dreimal, seit 2017 viermal pro Jahr gesendet.
2007 hielt Asül als Nachfolger von Bruno Jonas die Fastenpredigt bei der von der Paulaner-Brauerei veranstalteten Starkbierprobe auf dem Münchner Nockherberg. Dies war sein einziges Gastspiel auf dem Nockherberg, denn bereits im selben Jahr gab die Paulaner-Brauerei seine Ablösung bekannt und begründete die Entscheidung damit, dass man zur traditionellen Figur des Bruder Barnabas als Fastenprediger zurückkehren wolle. Seit 2008 tritt Asül als Redner beim jährlichen Maibock-Anstich im staatlichen Hofbräuhaus in München auf, lediglich unterbrochen während der COVID-19-Pandemie 2020 bis 2022.
Im Oktober 2007 strahlte die ARD Asüls zweiteilige Reportage Djangos Reise – Asül bei den Türken aus, in der er einen satirischen Einblick in die Lebenswelten von Berliner und Istanbuler Türken gab. Ebenfalls 2007 war Asül in einer kleinen Rolle im Münchner Tatort Kleine Herzen als Platzwart zu sehen. In der Fernsehkomödie Hanna und die Bankräuber übernahm er den Part des Kommissars. Im Dezember 2010 hatte er zudem einen Auftritt am 19. Arosa Humor-Festival.
Asül war bis 2011 türkischer Staatsbürger, dann gab er seinen türkischen Pass zurück. Auf Initiative des damaligen Staatsministers und Leiters der Bayerischen Staatskanzlei, Erwin Huber, ist er seit 2004 „Botschafter von Niederbayern“.

## CD/DVD-Veröffentlichungen
- 1999: Hämokratie. Zampano (BMG)
- 2001: Autark. Zampano (BMG)
- 2002: Autark. Zampano (BMG) DVD
- 2004: Hardliner. Zampano (BMG)
- 2009: Fragil. Sony BMG
- 2011: Fragil. Sony BMG DVD
- 2013: Paradigma. Sony

## Buch-Veröffentlichung
- Oh Abendland! Satirische Notizen. Lichtung Verlag, Viechtach 1997, ISBN 3-929517-22-1

## Filmografie
- 2002: Café Meineid (Fernsehserie, Folge: Anstand und Höflichkeit)
- 2003: Die Rosenheim-Cops (Fernsehserie, Folge: Schwesternliebe)
- 2007: Tatort: Kleine Herzen (Fernsehreihe)
- 2009: Hanna und die Bankräuber

## Auszeichnungen
- 1996: Kabarett Kaktus[10]
- 1997: Obernburger Mühlstein, Jury- und Publikumspreis
- 1997: Paulaner Solo
- 1998: Ravensburger Kupferle[11]
- 2000: Bayerischer Kabarettpreis in der Sparte Senkrechtstarter[12]
- 2005: Ybbser Spaßvogel, jährliche Auszeichnung der Ybbsiade
- 2007: Kulturnews-Award in der Kategorie Entertainment
- 2018: Bayerischer Verdienstorden
- 2019: Kulturpreis Bayern
- 2021: Bayerischer Kabarettpreis, Hauptpreis